# تاریخ آمریکای مرکزی
تاریخ آمریکای مرکزی، مطالعهٔ تاریخ قسمت مرکزی آمریکاست.

تکامل سیاسی آمریکای مرکزی و کارائیب

## قبل از اروپاییان
جامعه آمریکایی‌های بومی زمین‌های مرکزی مکزیک در شمال تا کاستاریکا در جنوب را اشغال کرده بودند.

## دورهٔ استعمار اسپانیا
آمریکای مرکزی از هفت قسمت مستقل تشکیل می‌شد:بلیز، کاستاریکا، السالوادور، هندوراس، نیکاراگوئه، پاناما و گواتمالا.
پس از تسلط اسپانیایی‌ها در قرن شانزدهم میلادی، اکثر ساکنان آمریکای مرکزی تاریخ مشابهی داشتند. تنها استثنا، «منطقهٔ غربی کارائیب» بود که شامل ساحل کارائیب بود.

## استقلال
در سال ۱۸۱۱، جنبش استقلال در السالوادور به دنبال جنگ شبه‌جزیره به حرکت درآمد و همچنین پس از استقرار فرناندو هفتم اسپانیا.

### ایالات متحدهٔ آمریکای مرکزی
در سال ۱۸۲۳ میلادی، کشور آمریکای مرکزی شکل گرفت. آن قصد داشت تا به پیروی از ایالات متحده آمریکا، جمهوری فدرال باشد.